# Andre Dubus III
Andre Dubus III (Oceanside, 11 settembre 1959) è uno scrittore statunitense, conosciuto principalmente per il romanzo La casa di sabbia e nebbia, finalista al National Book Award, da cui nel 2003 è stato tratto l'omonimo film diretto da Vadim Perelman.
Suo padre Andre Dubus, era anch'esso scrittore.

## Opere

### Romanzi
- Bluesman (1993)
- La casa di sabbia e nebbia (House of Sand and Fog, 1999), Casale Monferrato, Piemme, 2004 traduzione di Luciana Crepax ISBN 88-384-5465-5.
- Il giardino delle farfalle notturne (The Garden of Last Days, 2008), Milano, Piemme, 2010 traduzione di Maria Clara Pasenti ISBN 978-88-566-0274-6.
- L'amore sporco (Dirty love, 2013), Roma, Nutrimenti, 2015 traduzione di Giovanni Greco ISBN 978-88-6594-393-9.
- Gone So Long (2018)

### Raccolte di racconti
- The Cage Keeper and Other Stories (1989)

### Memoir
- I pugni nella testa: storia di un'adolescenza (Townie - A Memoir), Roma, Nutrimenti, 2011 traduzione di Chiara Vatteroni ISBN 978-88-6594-098-3.